# Карнавал Ар-Мегиддо
Книга «Карнавал Ар-Мегиддо» - сборник повестей, рассказов, сказок и эссе Михаила Харита.
Первое издание книги было в конце 2022 года, когда два крупных российских издательства АСТ и Рипол-классик почти одновременно выпустили эту книгу ,.
В предисловие к книге помещена статья «Сердечная лотерея»(о рассказах Михаила Харита), написанная критиком и писательницей Анастасией Ермаковой.
В обоих случаях автором обложек была Елена Хачатурян 
Название книги — от одноименного рассказа, открывающего сборник и повествующего о событиях в местечке Мегиддо на горе Ар. Это место упомянуто в Библии как Армагеддон - поле финальной битвы   добра и зла . Первоначально этот рассказ был напечатан в Ревизор.ру под названием «Карнавал М.».
В книге 43 произведения. 40 из них по стилистике, тематике и сюжету –художественная проза в разных жанрах. Это фантастические рассказы и повести, произведения в стиле магического реализма, реалистические истории, сказки и  притчи.
Некоторые рассказы из книги ранее публиковались в журналах «Уральский следопыт», «Модерн»,   «Вторник»,  «Литературно», «Техника — молодёжи»,, литературно-философский журнал «Топос»,
журнал «Новый свет»(Канада) , «Москва»,
журнал «Кольцо А», журнал «Дон», информационный портал о культуре « Ревизор.ru », журнал «Север».
Как указано в предисловии, приведённые в сборнике сказки, по существу, являются продолжением романа Рыбари и виноградари, и, якобы, взяты автором из «Тайной тетради» одного из героев романа: академика, генерала и куратора паранормальных исследований в СССР .
Литературный критик Елена Сафронова указывает: 

 Рассказы в сборнике Харита утверждают в фантазийной форме, что, во-первых, ни одно событие или явление не происходит только в материальном мире, у него всегда есть некая потусторонняя подоплека, и, во-вторых, ничто даже в физическом пространстве не однозначно, не подлежит единому универсальному толкованию
Писатель Иван Кузнецов пишет: 

Карнавал Ар-Мегиддо» напоминает мне подачу «Маленького принца» Экзюпери, которого можно читать и взрослым, и детям, и каждый поймёт прочитанное в силу своих мыслительных способностей. Несмотря на лёгкость слога, которым написан «Карнавал», в каждом его слове смысла столько, что другим хватило бы на целую главу.
Главный библиограф ЦБС г.Братска Ж.В.Райс в обзоре «Библиосфера» пишет: 

«Карнавал Ар-Мегиддо» – это безудержная сатира над философией, историей, теологией, социологией. Бесспорный интеллектуальный и научный кругозор автора зашкаливает. Это понятно, если учесть биографию писателя: доктор наук, профессор, путешественник, археолог … Возможно, это и определяет и литературный язык автора – такого языкового богатства и красочности описаний одновременно с чёткостью мысли и краткостью изложения в современной литературе уже давно не встречалось. 

Елена Сафронова, литературный критик и прозаик пишет: 

 «…реальность, куда более причудливая, чем наши о ней представления и телесные ощущения, сгущается на страницах сборника, втягивая читателя в круговорот таинственных событий...
Реализм Михаила Харита нестандартен и больше походит на магический реализм Габриэля Гарсиа Маркеса»
Литературный критик, писательница, биограф, публицист, журналист Анастасия Ермакова в эссе «Сердечная лотерея» о творчестве М.Харита пишет: 

 Два полюса, два эмоциональных реестра ярче всего характеризуют художественную манеру Михаила Харита. С одной стороны – трогательность и лиричность, с другой – цепкая ироничность, имеющая в свою очередь множество оттенков: от сочувствия до откровенной насмешки. Отсюда и уникальная авторская интонация, и своеобразный ритм прозы.
Лола Звонарёва, критик, литературовед, доктор исторических наук, кандидат филологических наук, академик РАЕН и ПАНИ, секретарь Союза писателей Москвы, главный редактор журнала "Литературные знакомства" в рецензии на книгу пишет: 

 Энергичный, афористично-выразительный, выдержанный в хемингуэлевском духе с упором на глагол и простое лаконичное предложение стиль Михаила Харита завораживает.
Дана Курская, литературный критик, поэт и прозаик пишет: 

 «Каждый рассказ – это отдельная история, отдельный жанр, отдельная атмосфера, отдельный стиль изложения и отдельные аллюзии. Но в целом эти тексты образуют единую вселенную произведения, в котором одна грань не может существовать без другой. 
…Не могу точнее выразить свои мысли о том, что сейчас происходит в мире, а Михаил Харит смог это сделать за меня и за всех нас.
Литературный критик, писатель и журналист Андрей Щербак-Жуков отмечает:

 Написав и опубликовав книгу «Карнавал Ар-Мегиддо», Михаил Харит подкрепил свое реноме мастера ярко и многогранно описывать поведение людей в инфернально экстремальных условиях. А также свое реноме исследователя Апокалипсиса. Однако он еще и продемонстрировал то, что одинаково хорошо владеет и сверхбольшой формой (двухтомник «Рыбари и виноградари» – около полутора тысяч страниц), и короткой, и даже сверхкороткой формой. А это дается далеко не каждому литератору.

1. 
2. 
3. 
4. 
5. 
6. 
7. 
8. 
9. 
10. 
11. 
12. 
13. 
14. 
15. 
16. 
17. 
18. 
19. 
20. 
21. 
22. 
23. 
24. 
25. 

- Государственная Библиотека М.Харит «Карнавал Ар-Мегиддо» Издательство АСТ, 448 стр. 2022 г. ISBN 978-5-17-1492717
- Российская Государственная библиотека М.Харит «Карнавал Ар-Мегиддо» Издательство Рипол-классик, 434 стр., 2022 г, ISBN 978-5-386-14920-8
- «Карнавал Ар-Мегиддо» на сайте Лаборатория фантастики
- News.Russia.Fairy Tales For Smart People On IPad, Or How To Fall In Love With Fiction Again
- Топ 50 фантастических книг Статья «Собранные факты оказались не такими уж мистическими»
- Летопись о другой реальности Литературно-философский журнал ТОПОС. 29.08.2023 г. А.Щербак-Жуков
- «Карнавал Ар-Мегиддо»: сборник малой прозы о загадках мироздания Сайт ReadRate. Рецензии.